# West Indies Cricket Team in England in der Saison 1939
Die Tour des West Indies Cricket Teams nach England in der Saison 1939 fand vom 24. Juni bis zum 22. August 1939. Die internationale Cricket-Tour war Bestandteil der Internationalen Cricket-Saison 1939 und umfasste drei Tests. England gewann die Serie 1–0.

## Vorgeschichte
Für beide Mannschaften war es die erste Tour der Saison.
Das letzte Aufeinandertreffen der beiden Mannschaften bei einer Tour fand in der Saison 1934/35 in den West Indies statt.

## Stadien
Die folgenden Stadien wurden für die Tour als Austragungsort vorgesehen.
| Stadion                     | Stadt      | Kapazität | Spiele  |
| --------------------------- | ---------- | --------- | ------- |
| The Oval                    | London     | 23.500    | 3. Test |
| Lord’s Cricket Ground       | London     | 30.000    | 1. Test |
| Old Trafford Cricket Ground | Manchester | 19.000    | 2. Test |

## Kaderlisten
Die Mannschaften benannten die folgenden Kader.
| Test | Test |
| England | West Indies |
| --- | --- |
| - Bill Bowes - Denis Compton - Bill Copson - Arthur Fagg - Harold Gimblett - Tom Goddard - Wally Hammond - Joe Hardstaff - Richard Hutton - Walter Keeton - Stan Nichols - Buddy Oldfield - Eddie Paynter - Reg Perks - Hedley Verity - Barry Wood - Doug Wright | - Ivan Barrow - Jimmy Cameron - Sylvester Clarke - Learie Constantine - Gerry Gomez - Rolph Grant - George Headley - Leslie Hylton - Hines Johnson - Manny Martindale - Derek Sealy - Jeffrey Stollmeyer - Vic Stollmeyer - Everton Weekes - Foffie Williams |

## Tour Matches
Die West Indies bestritten auf der Tour 22 Tour Matches. Die verbliebenen vier Tour Matches nach dem dritten Test wurden auf Grund der sich zuspitzenden politischen Lage im Vorfeld des Tage später startenden Zweiten Weltkriegs abgesagt.

## Tests

### Erster Test in London
| 24. – 27. Juni Scorecard | London (Lord’s) | West Indies 277 (81.4) & 225 (69.4) | – | England 404-5d (95) & 100-2 (17.7) |
|                          |                 | England gewinnt mit 8 Wickets       |   |                                    |

### Zweiter Test in Manchester
| 22. – 25. Juli Scorecard | Manchester | England 164-7d (55.2) & 128-6d (38) | – | West Indies 133 (35.4) & 43-4 (15.6) |
|                          |            | Remis                               |   |                                      |

### Dritter Test in London
| 19. – 22. August Scorecard | London (Oval) | England 352 (73.3) & 366-3d (76) | – | West Indies 498 (101.5) |
|                            |               | Remis                            |   |                         |